# Marc Elder
Pour les articles homonymes, voir Elder.
Marc Elder, nom de plume de Marcel Auguste Tendron, né à Nantes le 31 octobre 1884 et mort à Saint-Fiacre-sur-Maine le 16 août 1933, est un écrivain de langue française, lauréat du prix Goncourt 1913.

## Biographie
Issu d'une famille de la bourgeoisie nantaise, fils d'Auguste Félix Tendron, vice-consul du Royaume-Uni, et d'Alice Blanche Joyaux, on sait peu de chose sur sa jeunesse hormis le fait qu'il fut très tôt orphelin de père. Enfant, il passe ses vacances à La Bernerie-en-Retz, station balnéaire très prisée par les Nantais et sort souvent en mer avec les pêcheurs de la baie de Bourgneuf. Cette expérience lui inspirera plus tard la trame de son roman Le Peuple de la mer.
Il commence ses études chez les frères jésuites à Vannes, puis entre au « Petit Lycée de Nantes » (Lycée Jules-Verne de 1890 à 1892, avant de poursuivre au « Grand Lycée » (Lycée Georges-Clemenceau) en rhétorique et en philosophie entre 1901 et 1904.
Le 26 janvier 1911, il épouse Germaine Marthe Malaval à la mairie du 16e arrondissement de Paris.
En 1913, il reçoit le prix Goncourt pour Le Peuple de la mer, qui retrace la vie des pêcheurs de Noirmoutier. Cette année-là, Le Grand Meaulnes d'Alain-Fournier et Barnabooth de Valery Larbaud sont également sélectionnés. Il faut onze tours de scrutin pour désigner le lauréat, un record pour le prix Goncourt.
Sa santé fragile due à une tuberculose pulmonaire l'amène à être réformé de l'armée en 1914.
Critique et historien d'art, chevalier de la Légion d'honneur, Marcel Tendron est le premier président de la Société des amis du musée des beaux-arts de Nantes de 1920 à 1933. 
Il est conservateur du château des ducs de Bretagne à Nantes de 1924 à 1932.
Il fait de fréquents et longs séjours dans la propriété de ses grands-parents maternels au « manoir de la Vieille Cure » à Saint-Fiacre-sur-Maine, où il décède en 1933.

## Œuvre
- Le Peuple de la mer, 1913 - éditions Oudin, rééd. 2010, La Découvrance. — Réédition en 2013, aux Ed. des Régionalismes de deux des versions illustrées (celle avec les bois gravés de Renefer et celle avec les lithographies d'André Michel).
- La vie apostolique de Vincent Vingeame, 1917 - Calmann-Lévy
- Jacques Bonhomme et Jean Le Blanc - éditions Calmann-Lévy, 1919
- Thérèse ou la bonne éducation (paru d'abord eu feuilleton dans la Revue de Paris en mars-avril 1917) - éditions Albin Michel (coll. Le roman littéraire), 1920
- Antral co-écrit avec Henry-Jacques, trente-huit reproductions de tableaux et dessins, Paris, Éditions Girard et Bunino, 1927
- Le Pays de Retz, 1928 - Éditions Émile Paul
- À Giverny, chez Claude Monet, 1924 - rééd. 2010, Mille et une Nuits
- La Maison du pas périlleux, 1924 - J. Ferenczi et fils Éditeurs, Paris
- Gabriel-Belot, Peintre imagier, André Delpeuch éditeur, 1927
- La belle Eugénie,1928.
- « Le Fantôme », 1928. Réédité dans l'anthologie Fouilles archéobibliographiques (Bribes), Bibliogs, 2017.
- Les Dames Pirouette, 1929
- « Documentaire », 1929. Réédité dans l'anthologie Jean Bart, L’Empreinte du « Roi des Corsaires », Bibliogs, 2017.
- Jacques Cassard, corsaire de Nantes, 1930
- La Bourrine - Le Beau livre no 4, 1932 - réédition 2013, Ed. des Régionalismes.

## Hommages
À Nantes, l'ancienne « place du château » qui se trouve à l'entrée du château des ducs de Bretagne a été rebaptisée, en 1936, place Marc-Elder, en son honneur.